# Kiyoshi Kase
Kiyoshi Kase (jap. 加瀬清 Kase Kiyoshi) – japoński zapaśnik walczący w stylu klasycznym. Olimpijczyk z Los Angeles 1932, gdzie odpadł w eliminacjach, w wadze piórkowej.

## Letnie Igrzyska Olimpijskie 1932
| Konkurencja          | Rundy eliminacyjne       | Rundy eliminacyjne     | Rundy eliminacyjne     | Klas. końcowa |
| Konkurencja          | Przeciwnik I             | Przeciwnik II          | Przeciwnik III         | Miejsce       |
| -------------------- | ------------------------ | ---------------------- | ---------------------- | ------------- |
| 61 kg styl klasyczny | Christian Schack (DEN) Z | Jindřich Maudr (TCH) P | Giovanni Gozzi (ITA) P | III runda     |